# Malwarebytes Anti-Exploit
Malwarebytes Anti-Exploit (MBAE) est un logiciel de sécurité informatique développé pour le système d'exploitation Windows par l'éditeur de logiciels Malwarebytes Corporation, concepteur par ailleurs du logiciel Malwarebytes' Anti-Malware.

## Failles de sécurité, vulnérabilités et exploits
Les failles de sécurité (ou vulnérabilités) présentes dans un logiciel ou dans un matériel informatique peuvent être exploitées par des malwares ou des hackers pour prendre le contrôle des PC, par exemple en installant un ransomware.
Une vulnérabilité qui n'a pas encore fait l'objet d'un correctif (ou patch) est appelée « vulnérabilité jour zéro » ou zero day vulnerability. Adobe Reader, Adobe Flash, Java, Windows, Internet Explorer et Android OS sont responsables de près de 80 % des « attaques jour zéro » (zero-day attacks) qui exploitent une « vulnérabilité jour zéro ». 
Il existe plusieurs types de réponses à ce problème :
- l'utilisation de logiciels anti-exploit, comme Malwarebytes Anti-Exploit[2] ;
- la mise à jour régulière des logiciels, grâce à des logiciels comme FileHippo Update Checker, Heimdal ou Secunia Personal Software Inspector ;
- le remplacement de certains logiciels très vulnérables par un logiciel moins ciblé par les hackers, parce que moins répandu (moins populaire) ou mieux sécurisé (comme, par exemple, le remplacement d'Adobe Reader par un lecteur PDF alternatif).

## Description
Malwarebytes Anti-Exploit n'est pas un scanner et bouclier anti-malware comme son grand frère Malwarebytes Anti-Malware mais un logiciel spécialisé qui protège les navigateurs internet et une série d'applications informatiques populaires contre les exploits,, éléments de programme permettant d'exploiter des failles de sécurité dans le système d'exploitation du PC.
Il protège ainsi les principaux navigateurs internet (Mozilla Firefox, Google Chrome, Internet Explorer, Opera), leurs plug-ins, Java, les principaux lecteurs de PDF (Adobe Acrobat, Adobe Reader, Foxit Reader), la suite  bureautique Microsoft Office, des applications multimédia populaires (Windows Media Player, VLC media player, Winamp Player, Quick Time Player) et d'autres encore,.
Le logiciel est disponible en version gratuite (Free) ou payante (Premium) : la version gratuite ne protège que les navigateurs et Java,.
Petit et léger, il protège même des « vulnérabilités jour zéro » (anglais : zero day vulnerability),,.
Le 8 décembre 2016, ce logiciel a été directement intégré à la version 3.0 du logiciel Anti-Malware de l'éditeur. L'ensemble a été rebaptisé Malwarebytes Premium. Ce dernier ne propose la protection anti-exploit que dans sa version payante.